# 战争院

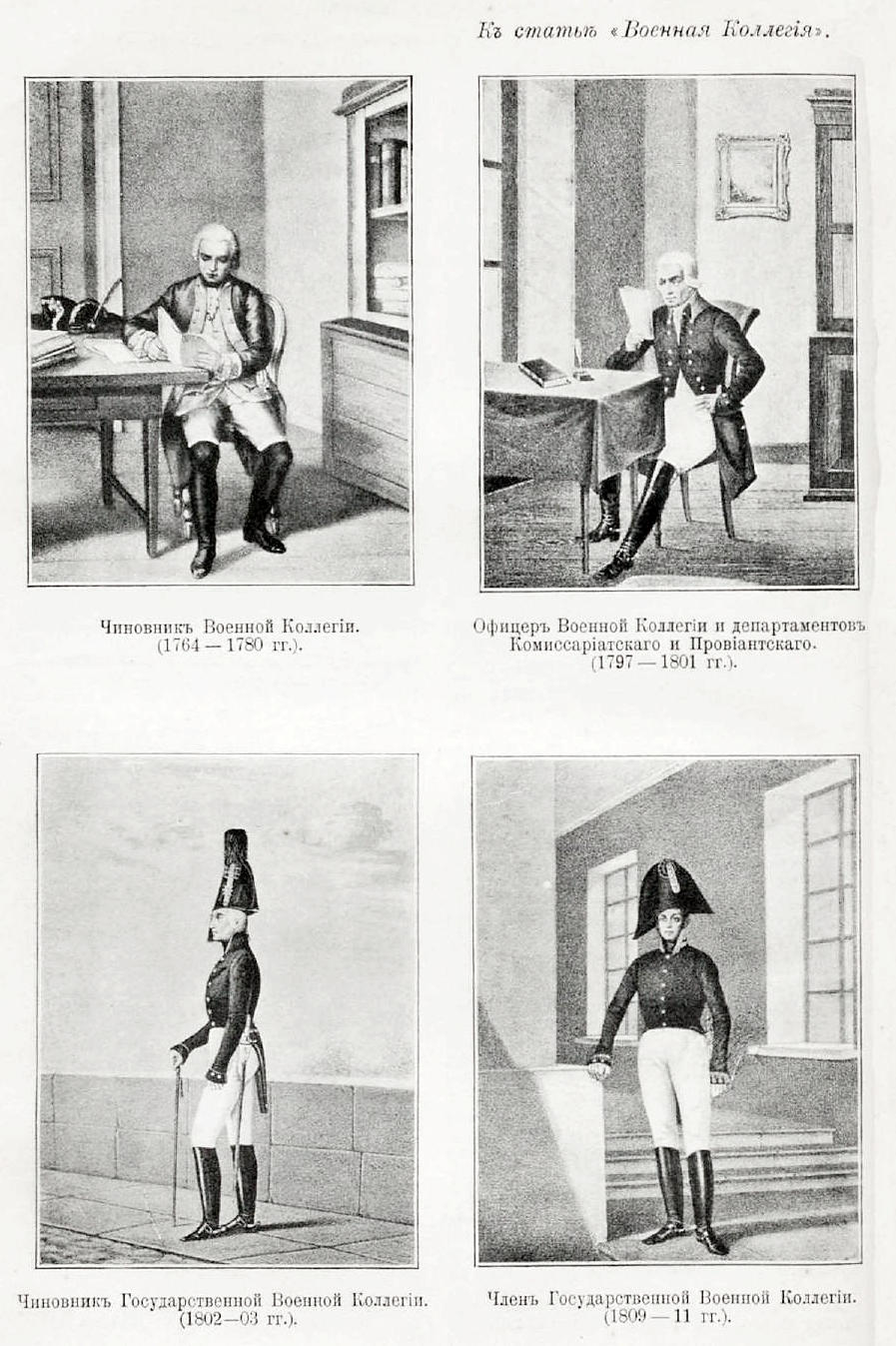
战争院

战争执行管理委员会 （College of War）（又被称作War Collegium）是俄罗斯帝国的执行机构, 于1717年的彼得大帝改革时期创立。这是六个最初的的执行管理委员会之一。在后来的叶卡捷琳娜二世的分散集权中留下了三个。战争执行管理委员会也得以保留。在保罗一世的统治时期，战争执行管理委员会会成为了新的集权政府的模板。
战争执行管理委员会包括了几个独立运作的职能部门，但是它们都在委员会及其主席的监管下；1789年之后，委员会下设7个部分。在1802年它演化为陆军部。而该部门的性质没有发生本质的变化。

## 历届主席
- 亚历山大·达尼洛维奇·缅什科夫公爵(1717–24)
- 阿尼基塔•列普宁公爵(1724–26)
- 米哈伊尔•戈利齐恩公爵(1728–30)
- 瓦西里•多尔格鲁科夫公爵（1730–31)
- 布克哈德•克里斯托弗•冯•慕尼克伯爵(1732–41)
- 尼基塔•特鲁别茨科伊公爵(1760–63)
- 扎卡尔•切尔尼雪夫伯爵(1763–74)
- 格里高利•波将金公爵(1774–91)
- 尼古拉•萨尔特科夫伯爵 (1791–1802)